# Христос с крестом
«Христос с крестом» («Христос Минервы», «Воскресший Христос») — мраморная скульптура Христа работы Микеланджело, закончена в 1521 году, находится в базилике Святой Марии над Минервой (Рим), слева от главного алтаря.
Статуя была заказана в июне 1514 года римским патрицием Метелло Вари, который поставил условие, что статуя должна изображать обнажённую фигуру с крестом в руках, все остальное он оставил на усмотрение мастера. В 1515 году Микеланджело работал над первой версией статуи в своей мастерской в квартале Мачелло деи Корви, однако прекратил работу после того, как обнаружил чёрную прожилку в мраморе, оставив статую незаконченной. Над второй версией статуи Микеланджело работал во Флоренции в 1519—1520 гг., перевозка скульптуры в Рим и окончательная доводка была поручена ученику Микеланджело, Пьетро Урбано, который повредил статую. Его, по предложению Себастьяно дель Пьомбо, заменил Федерико Фрицци, который сумел исправить нанесенный ущерб и закончить скульптуру.
Первая версия скульптуры в 1522 году была передана Вари, который установил её в саду своего палаццетто близ базилики Святой Марии над Минервой. В 1556 году Улиссе Альдрованди упоминает её в своем описании коллекции Вари, кроме того, скульптура упомянута в нескольких письмах, как, по всей видимости, выставленная на продажу в 1607 году. Далее следы её теряются. В 2000 году Ирэн Балдрига опознала в статуе, установленной в ризнице церкви монастыря Сан-Винченцо в Бассано-Романо близ Витербо, утраченную первую версию скульптуры Микеланджело, на щеке Христа отчетливо видна чёрная прожилка. Голова и правая рука статуи, по всей видимости, были закончены в XVII веке.
Несмотря на все эти проблемы, вторая версия впечатлила современников. Себастьяно дель Пьомбо заявил, что одни колени стоят больше, чем весь Рим (по оценке У. Уоллеса, «одна из самых любопытных похвал для произведения искусства»). Христос изображен Микеланджело стоя, полностью обнажённым. Половые органы Христа не прикрыты, дабы показать его полный контроль над сексуальностью, триумф воскресшего тела над грехом и смертью. В XVII веке половые органы скульптуры были задрапированы набедренной повязкой, выполненной из позолоченной бронзы.
Нога статуи согнута, и голова повернута назад, в соответствии с принципом contrapposto. Более активная, по сравнению с первой версией, поза дает возможность для более разнообразных впечатлений, когда статуя видна с разных ракурсов, «не только активирует пространство вокруг, но и предлагает разворачивающуюся историю». Первая версия была представлена в Лондонской Национальной галерее в 2017 году в том же помещении, что и вторая версия, были представлены также наброски для неё и письмо, относящееся к ней:49–55. Копию знаменитой скульптуры создал Мишель-Анж Слодц.
|                                            |  |                                                                     |  |                                      |
| Первая версия, законченная другим мастером |  | Черная прожилка в мраморе на щеке Христа (первая версия скульптуры) |  | Копия второй версии (без драпировки) |